# Takako Shirai
Takako Shirai (jap. 白井貴子, Shirai Takako; * 18. Juli 1952 in Okayama) ist eine japanische Volleyballspielerin.

## Karriere
Shirai spielte als Außenangreiferin in der japanischen Nationalmannschaft, mit der sie 1972 bei den Olympischen Spielen in München die Silbermedaille und 1976 bei den Olympischen Spielen in Montreal die Goldmedaille gewann. Außerdem wurde sie 1974 Weltmeisterin und gewann 1977 den Weltpokal.
Shirai spielte von 1968 bis 1972 bei Kurabo Kurashiki und gewann 1970 mit dem Team die Asienspiele. Von 1973 bis 1977 gewann sie mit Hitachi Musashi fünfmal in Folge die japanische Meisterschaft und siegte 1974 bei den Asienspielen.
Shirai wurde bei verschiedenen nationalen und internationalen Wettbewerben vielfach individuell ausgezeichnet („Wertvollste Spielerin“ (MVP), „Beste Angreiferin“ etc.). 2000 wurde sie in die „Volleyball Hall of Fame“ aufgenommen.